# Typhloiulus boldorii
Typhloiulus boldorii är en mångfotingart som beskrevs av Manfredi. Typhloiulus boldorii ingår i släktet Typhloiulus och familjen kejsardubbelfotingar. Inga underarter finns listade i Catalogue of Life.